# Eliot Kennedy
Eliot Kennedy – angielski tekściarz i producent muzyczny pracujący w Sheffield. Pracował z takimi artystami jak: Spice Girls, Bryan Adams, S Club 7, Five, Delta Goodrem, Edyta Górniak oraz Lovers Electric. 
Kennedy już w wieku trzynastu lat, razem z bratem, zaczął pisać pierwsze piosenki. Stworzył także szkolny zespół, lecz bardziej niż występowaniem na scenie zainteresowany był komponowaniem i pracą w studio muzycznym. Początkowo pracował jako inżynier dźwięku. Później, z odszkodowania otrzymanego z wypadku samochodowego, zakupił własny sprzęt i kontynuował pracę jako inżynier - wolny strzelec. Ostatecznie podjął się produkcji muzycznej. Pierwszy sukces jako producent odniósł w 1993 roku dzięki singlowi piosenkarki Lulu – "Independence". Później współpracował z m.in. Pauline Henry, Dannii Minogue, Kennym Thomasem oraz Take That.